# Vârșolț
Vârșolț (Varsolc en hongrois) est une commune roumaine du județ de Sălaj, dans la région historique de Transylvanie et dans la région de développement du Nord-ouest.

## Géographie
La commune de Vârșolț est située au centre du județ, sur le cours supérieur de la Crasna, à 11 km à l'est de Șimleu Silvaniei et à 18 km à l'ouest de Zalău, le chef-lieu du județ.
La municipalité est composée des trois villages suivants (population en 2002) :
- Recea (570) ;
- Recea Mică (170) ;
- Vârșolț (1 717], siège de la commune.

## Histoire
La première mention écrite de la commune date de 1361 sous le nom de Varsuch.
La commune, qui appartenait au royaume de Hongrie, faisait partie de la principauté de Transylvanie et elle en a donc suivi l'histoire.
Après le compromis de 1867 entre Autrichiens et Hongrois de l'empire d'Autriche, la principauté de Transylvanie disparaît et, en 1876, le royaume de Hongrie est partagé en comitats. Vârșolț intègre le comitat de Szilágy (Szilágymegye).
À la fin de la Première Guerre mondiale, l'Empire austro-hongrois disparaît et la commune rejoint la Grande Roumanie.
En 1940, à la suite du deuxième arbitrage de Vienne, elle est annexée par la Hongrie jusqu'en 1944. Elle réintègre la Roumanie après la Seconde Guerre mondiale.

## Politique
Le conseil municipal de Vârșolț compte 11 sièges de conseillers municipaux. À l'issue des élections municipales de juin 2008, Lajos Breda (UDMR) a été élu maire de la commune.
| Parti                                      | Nombre de conseillers |
| ------------------------------------------ | --------------------- |
| Union démocrate magyare de Roumanie (UDMR) | 8                     |
| Parti démocrate-libéral (PD-L)             | 2                     |
| Parti social-démocrate (PSD)               | 1                     |

## Religions
En 2002, la composition religieuse de la commune était la suivante :
- Réformés, 58,64 % ;
- Chrétiens orthodoxes, 33,45 % ;
- Baptistes, (3,45 %);
- Catholiques romains, 1,91 % ;
- Grecs-Catholiques, 0,61 %.

## Démographie
En 1910, à l'époque austro-hongroise, la commune comptait 1 046 Roumains (48,18 %) et 1 125 Hongrois (51,82 %).
En 1930, on dénombrait 1 070 Roumains (47,22 %), 1 140 Hongrois (50,31 %), 32 Juifs (1,41 %) et 24 Tsiganes (1,06 %).
En 1956, après la Seconde Guerre mondiale, 1 432 Roumains (49,62 %) côtoyaient 1 453 Hongrois (50,35 %).
En 2002, la commune comptait 795 Roumains (32,35 %), 1 576 Hongrois (64,14 %) et 84 Tsiganes (3,41 %). On comptait à cette date 1 021 ménages et 980 logements.
| 1850  | 1880  | 1900  | 1910  | 1920  | 1930  | 1941  | 1956  | 1966  |
| ----- | ----- | ----- | ----- | ----- | ----- | ----- | ----- | ----- |
| 1 751 | 1 722 | 2 132 | 2 171 | 2 080 | 2 266 | 2 601 | 2 886 | 2 899 |

| 1977  | 1992  | 2002  | 2007  | - | - | - | - | - |
| ----- | ----- | ----- | ----- | - | - | - | - | - |
| 3 039 | 2 655 | 2 457 | 2 390 | - | - | - | - | - |

## Économie
L'économie de la commune repose sur l'agriculture.

## Communications

### Routes
Vârșolț est située sur la route nationale DN1H Zalău-Șimleu Silvaniei.

## Lieux et monuments
- Vârșolț, église réformée de 1774.

- Vârșolț, lac de retenue sur la rivière Crasna, créé en 1975 et qui sert de réserve d'eau potable aux villes de la région.